# Mededeelingen voor de propaganda onder de vrouwen
Mededeelingen voor de propaganda onder de vrouwen was een tijdschrift dat tussen 1929 en 1940 maandelijks verscheen in Nederland. Het blad was een orgaan van de Bond van Sociaal Democratische Vrouwenclubs. De bond was in 1908 opgericht op het initiatief van Mathilde Wibaut en Carry Pothuis om sociaaldemocratisch gedachtegoed bekend te maken bij vrouwen en om de zelfstandigheid van vrouwen te bevorderen. In het tijdschrift stonden artikelen over de politieke vorming van de socialistische vrouw. Een van de onderwerpen die werden aangesneden was bijvoorbeeld de huwelijkswetgeving. Bijdragen aan het tijdschrift werden onder andere geschreven door Mathilde Wibaut, Carry Pothuis en Hilda Verwey-Jonker. Ook werden in het blad de verslagen van jaarvergaderingen gepubliceerd.